# Museo de Arte Contemporáneo de Barcelona
El Museo de Arte Contemporáneo de Barcelona va ser el primer museu d'art contemporani de Barcelona. Estava ubicat a la cúpula del Coliseu de Barcelona, al número 595 de la llavors anomenada Avenida de José Antonio Primo de Rivera, actual Gran Via de les Corts Catalanes. Va existir entre entre 1960 i 1963. Transcorreguts 3 anys, aquesta aventura de l'art emergent arribava a la seva fi per falta d'un espai propi i de suport, tant públic com privat. Es considera que l'espai seria la llavor del futur MACBA. La col·lecció d'aquest museu es conserva actualment a la Biblioteca Museu Víctor Balaguer de Vilanova i la Geltrú.

## Edifici
El Coliseum és un teatre destinat en origen a la projecció de pel·lícules cinematogràfiques de Barcelona. Inaugurat el 1923, és una de les sales de cinema més grans de la ciutat i un dels grans edificis històrics destinats al cinema, a més d'una mostra significativa de l'arquitectura monumentalista dels anys vint del segle xx. Va ser projectat per Francesc de Paula Nebot, en un estil eclèctic proper al moviment Beaux-Arts francès i inspirat en el de l'Òpera de París.

## Història
El 1956 es va constituir l'Associació d'Artistes Actuals, amb Alexandre Cirici i Pellicer com a director i amb l'objectiu de crear un Museu d'Art Contemporani a la ciutat de Barcelona. L'objectiu era crear un espai on donar cabuda a l'obra de tota una sèrie d'artistes emergents que anaven guanyant prestigi -sovint més a l'estranger que a Catalunya.
| «                  | La intenció que ens havia portat a fundar aquell Museu, el 1959, (fou la) de combatre l'absència de l'art actual als museus de Catalunya, paradoxa cridanera per a un país que té un impacte important en el nivell artístic mundial del nostre temps | » |
| — Alexandre Cirici | |   |

Existia una llarga llista d'artistes reconeguts que formaven part de la nòmina internacional (Saura, Tàpies, Chillida, Millares, Sempere…), proliferaven moviments i col·lectius artístics (LADAC a Canàries, el Grupo R d'arquitectura, grup Taüll, Grup Sílex, Equipo 57, Agrupació d'Artistes Actuals, a Catalunya, El Paso a Madrid, Parpalló a València, ...) i en canvi, les institucions no donaven pas a l'actualitat.
El projecte d'AAA no va tenir el suport esperat. L'administració pública i una societat poc sensibilitzada amb les darreres formes estètiques van desestimar el projecte. Va ser aleshores quan l'AAA, juntament amb la Cambra Barcelonina d'Art Actual, va decidir continuar el projecte per la via privada inspirant-se en el MoMA de Nova York, no només en temes de gestió, sinó també museogràfics, posant l'accent en un art que privilegiava la vessant visual i l'autonomia de l'obra. Així doncs, l'any 1959, es va constituir a casa del jurista i crític d'art Cesáreo Rodríguez-Aguilera la Societat "Museu d'Art Contemporani, S.A", una societat anònima. Es van subscriure 100 accions de 1.000 pessetes i es va donar als propietaris la condició de membres fundadors del Museu, refiant-se que el suport oficial arribaria a continuació.
Paral·lelament, a través d'articles en premsa, els impulsors pretenien conscienciar la ciutadania, tot centrant-se en l'auge de gran part dels artistes catalans a nivell internacional i en la manca de presència de la seva obra als museus catalans. Per tant, la necessitat del Museu venia, d'una banda, d'una necessitat museogràfica de patrimonialitzar el present i, de l'altra, d'una inversió de futur.
Cirici Pellicer, membre de la junta del FAD (Foment d'Arts Decoratives) des del març de 1959, aconsegueix que l'Associació cedeixi gratuïtament l'espai de la cúpula per instal·lar-hi provisionalment el Museu mentre, paral·lelament, s'inicia el procés de formació de la col·lecció demanant col·laboració a artistes, galeries i col·leccionistes. Els artistes respongueren a la crida regalant-la directament o cedint-la en concepte de dipòsit. Hi van participar artistes catalans com Guinovart, Tharrats, Ràfols Casamada, Cuixart, Hernàndez Pijuan, Argimon, també espanyols com Antonio Saura, Rafael Canogar, Zabaleta, així com alguns estrangers llavors a Espanya com Bechtold, Tábara, Nadia Werba…
El resultat va ser un conjunt irregular —no tenien cap obra d'artistes rellevants com ara Picasso, Miró, Dalí o Tàpies— però reflex fidel d'un moment artístic. Finalment, Barcelona tenia un museu d'art contemporani.

### Inauguració
El 21 de juny de 1960 s'inaugurava oficialment el museu a la cúpula del teatre Coliseum. Entre el 1960 i el 1963 aquesta selecció va estar exposada al públic a la cúpula del Coliseum, local aleshores arrendat pel FAD (Foment de les Arts Decoratives) que els cedí l'espai provisionalment.
L'objectiu era crear un espai on poder mostrar l'obra dels artistes contemporanis traçant una línia cronològica que enllacés amb el Museu d'Art Modern situat al Parc de la Ciutadella, que finalitzava el seu recorregut en el modernisme. Cirici proposava un discurs que s'iniciava en el noucentisme —tota una declaració de principis estètics i de reminiscències polítiques— i acabava els anys seixanta.
Durant aquests primers anys el museu organitzà tot un seguit d'activitats de perfil cultural i acadèmic, de les quals destacà una tongada anual d'exposicions de diferents artistes i temes (23 exposicions en tres anys).

### Tancament
La darrera mostra que va organitzar aquesta associació portava el títol El Arte y la Paz i va ser el detonant que va provocar la clausura del Museu. Els estaments oficials no van proporcionar cap local, ni l'Ajuntament ni la Diputació Provincial. L'exposició va topar amb les vacil·lacions de les autoritats no democràtiques i amb els recels d'una societat civil que, amb algunes més que notables excepcions, era encara molt refractària a les noves formes artístiques, segons Miquel Molins.
| «                     | Lo cierto es que la institución no fue nunca objeto de persecución política, pero tampoco llegó a beneficiarse de subvenciones oficiales que hubieran asegurado su subsistencia, así que cuando la indiferencia social y la penúria económica acabaron desalentando a sus promotores,(...) el Museo cerró sus puertas en 1963, después de sólo tres años de intensa vida. | » |
| — Jesús Pedro Lorente | |   |

### Trasllat a Vilanova i la Geltrú

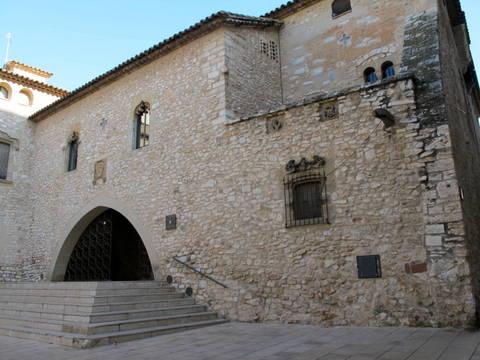
Vista exterior del Castell de la Geltrú

Tot i que la col·lecció del Museu d'Art Contemporani arrencava de l'obra d'autors de principi de segle i pretenia un “equilibri de tendències”, en paraules de Cirici, el fet és que un cop es va clausurar el Museu, molts dels artistes van recuperar les seves obres.
Els promotors de l'aventura, resistint-se a defallir, van tenir emmagatzemades moltes de les obres durant anys a l'espera de trobar una nova sortida. El Patronat de la Biblioteca Museu Balaguer s'oferí a acollir-les al Castell de la Geltrú. El conjunt que arribà a Vilanova superava el centenar de peces, format per les peces que van quedar, majoritàriament d'artistes joves i no catalans, amb un fort accent informalista.
El 28 de març de 1969 s'inaugurava un Museu nou a Vilanova i la Geltrú instal·lat al Castell de la Geltrú, amb la col·lecció que procedia de l'intent fallit del museu a Barcelona. El projecte de crear un MACBA a principis de la dècada dels seixanta va fracassar, però es va impedir el desmantellament de la important col·lecció que s'havia reunit fent que les peces arribessin a la Geltrú. Darrere d'aquesta operació hi havia, d'una banda, els crítics d'art Alexandre Cirici Pellicer i Cesáreo Rodríguez-Aguilera, i de l'altre, l'alcalde vilanoví Antoni Ferrer Pi. Com a conseqüència d'aquest episodi, aquesta col·lecció es conserva actualment a la Biblioteca Museu Víctor Balaguer. Dins de l'arxiu administratiu de la institució balagueriana es conserva documentació original d'aquest episodi.

### Exposició commemorativa el 1996

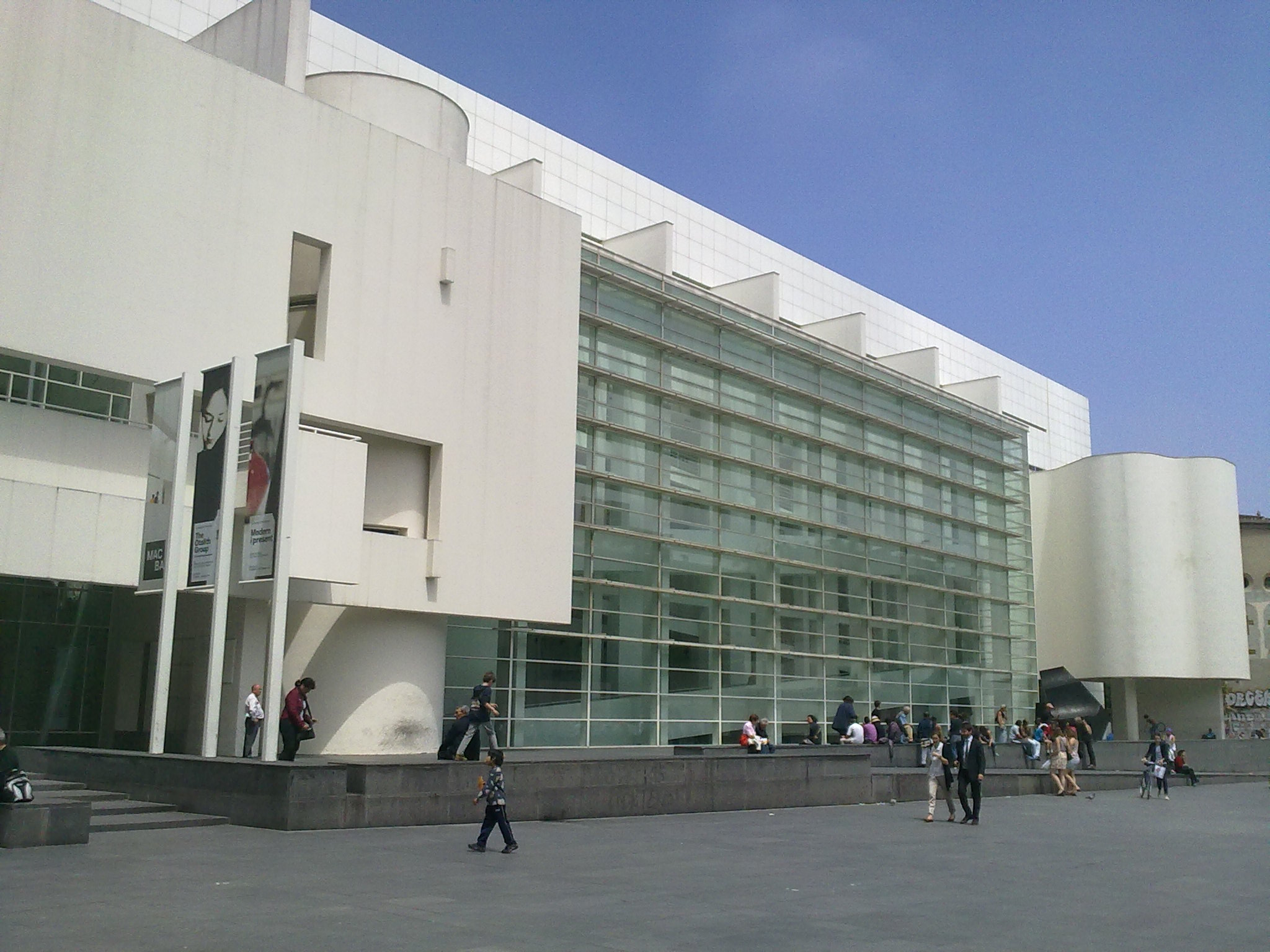
El Museu d'Art Contemporani de Barcelona

El MACBA, un any després de la seva obertura, va organitzar una exposició commemorativa que portava aquest títol: "Museo de Arte Contemporáneo de Barcelona.1960-1963". A l'acte inaugural, Cesáreo Rodriguez-Aguilera va pronunciar un discurs en el qual va comentar el paper cabdal de la Biblioteca Museu Víctor Balaguer en la conservació d'aquest conjunt d'obres. L'exposició volia desvelar els orígens del mateix MACBA i alhora "reivindicar la iniciativa més seriosa i més compromesa que hi ha hagut en el combat per l'art contemporani a la Catalunya contemporània" (paraules de Miquel Molins, llavors director del MACBA). L'exposició va tenir lloc entre el 27 de març i el 26 de maig de 1996.

### Trasllat al Víctor Balaguer

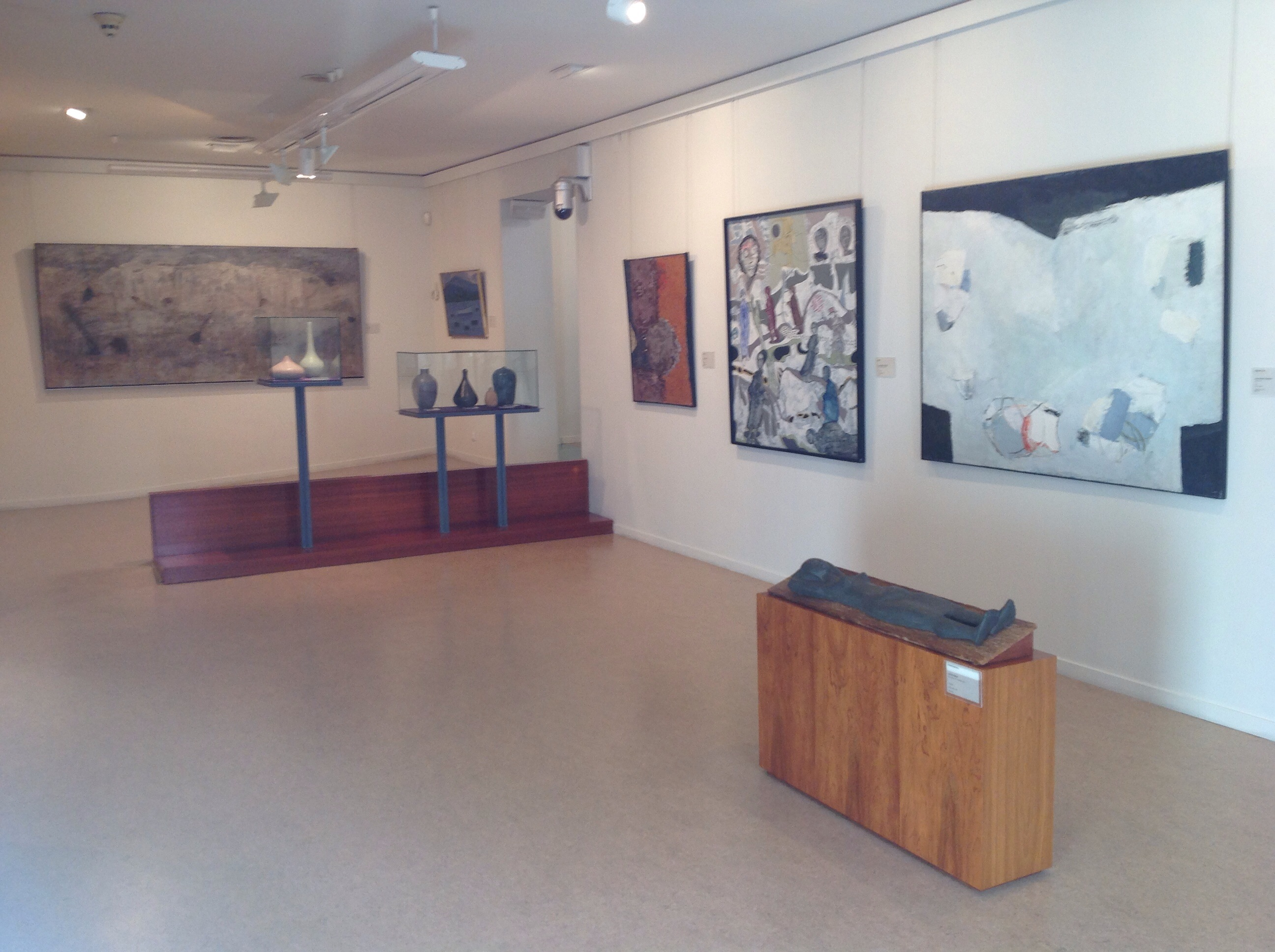
Sales del Museu Víctor Balaguer amb la col·lecció exposada

La col·lecció es va exhibir de forma permanent al Castell de la Geltrú fins als anys noranta. Des del 1996 es troba a la Biblioteca Museu Balaguer on es pot veure exposada una selecció de les obres de manera permanent, a la primera planta. En la present exposició s'exhibeix la pràctica totalitat del fons que va arribar a Vilanova.

### Exposició commemorativa 2015
El 16 de juliol de 2015 es va inaugurar l'exposició commemorativa 1960 - 1963: El Museu d'Art Contemporani. Testimoni d'una època a la Sala d'Exposicions temporals de la Biblioteca Museu Víctor Balaguer de Vilanova, produïda pel Museu, l'Ajuntament i amb el suport del Museu Nacional d'Art de Catalunya i la Xarxa de Museus d'Art de Catalunya. Inicialment prevista fins al 13 de desembre de 2015, l'exposició es va allargar fins al febrer de 2016.

## Llista d'exposicions
| Any  | Autor                | Exposició (títol oficial, en castellà)         | Inici      | Final      |
| ---- | -------------------- | ---------------------------------------------- | ---------- | ---------- |
| 1960 | Moisès Villèlia      | Exposición número 1: Moisès Villelia           | 1/06/1960  | 21/08/1960 |
| 1960 | Antoni Bonet         | Exposición número 2: Antonio Bonet             | 6/10/1960  | 2/11/1960  |
| 1960 | Romà Vallès          | Exposición número 3: Román Vallés              | 4/11/1960  | 4/12/1960  |
| 1960 | Diversos Artistes    | Grabados Británicos Contemporáneos             | 6/12/1960  | 6/01/1961  |
| 1961 | Àngel Ferrant        | Exposición número 5: Angel Ferrant             | 10/01/1960 | 24/01/1960 |
| 1961 | Jean Fautrier        | Exposición número 6. Jean Fautrier             | 27/01/1961 | 14/02/1961 |
| 1961 | Ràfols-Casamada      | Exposición número 7: Ràfols Casamada           | 17/02/1961 | 6/03/1961  |
| 1961 | Enrique Tábara       | Exposición número 8: Enrique Tábara            | 15/03/1961 | 1/04/1961  |
| 1961 | Jordi Curós          | Exposición número 9: Jordi Curós               | 12/4/1961  | 30/04/1961 |
| 1961 | Josep Maria de Sucre | Exposición número 10: Josep Maria de Sucre     | 16/05/1961 | 30/06/1961 |
| 1961 | Eva Fischer          | Exposición número 11: Eva Fisher               | 19/10/1961 | 31/10/1961 |
| 1961 | Diversos artistes    | Exposición número 12: Homenaje a Angel Ferrant | 15/11/1961 | 30/11/1961 |
| 1961 | Diversos artistes    | Exposición número 13: Grupo Picasso de Malaga  | 2/12/1961  | 22/12/1961 |
| 1962 | Massieu-Monzón       | Exposición número 14: Massieu - Monzon         | 23/01/1962 | 16/02/1962 |
| 1962 | August Puig          | Exposición número 15: August Puig              | 23/02/1962 | 10/03/1962 |
| 1962 | Miguel Vázquez       | Exposición número 16: Miguel Vázquez           | ??/??/1962 | ??/??/1962 |
| 1962 | Gastón Orellana      | Hondo                                          | 3/05/1962  | 15/05/1962 |
| 1962 | Joan Ripollès        | Juan Ripollés                                  | 3/05/1962  | 15/05/1962 |
| 1962 | Ietta Donegà         | Ietta Donegà                                   | 4/06/1962  | 15/06/1962 |
| 1962 | Grupo Signo (Xile)   | Grupo Signo                                    |            |            |
| 1962 | Nadia Werba          | Nadia Werba                                    | 5/10/1962  | 15/10/1962 |
| -    | inacabada            | exposició 22- no es va poder realitzar         |            |            |
| 1963 | Diversos autors      | El Arte y la Paz                               | 4/2/1963   | 15/2/1963  |